# 机器岛
《機器島》是法國小說家儒勒·凡爾納的小說，於1895年出版，翌年推出英文版。

## 故事簡介
原本在美國巡迴表演的法國弦樂四重奏樂團因交通意外，錯失了趕到表演場地的火車，於是徒步走到最近的村落。在步行途中，他們被一熱情的美國人邀請到另一個城市作客，這個人其實是機器島的藝術總監，機器島是一個大型的移動島嶼，上面建有各式各樣的設施，完全自給自足。島上的富豪希望邀請四重奏到島上表演，他們因此跟隨機器島開始了為期一年的旅程。在旅程中，他們從美國出發，穿過赤道，途經太平洋的多個群島，見識了群島上各種的文化，最後到達澳洲附近。在旅程完結前，他們遭遇到英國的襲擊、海盜的侵略，他們都平安度過。惟獨最後因島上兩大巨頭的意氣之爭，令機器島得到支離破碎的下場。